# Lijst van helikopters bij de Koninklijke Marine

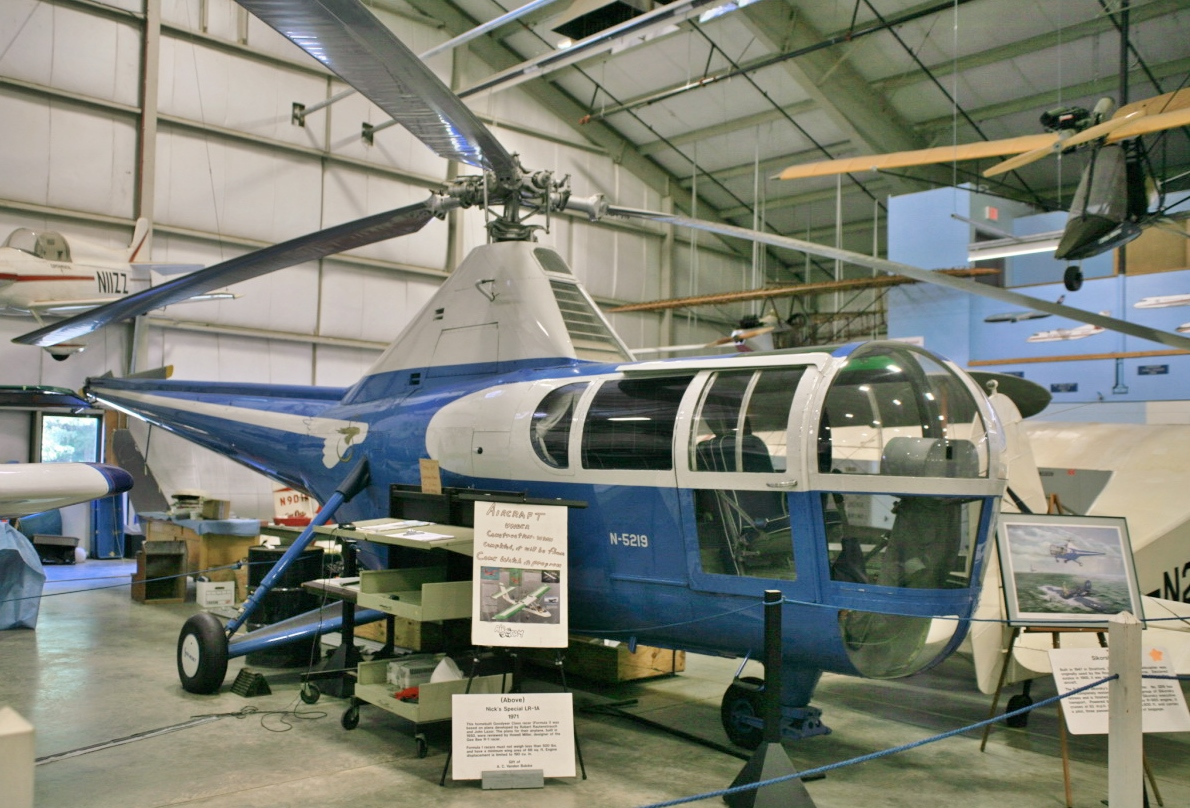
Sikorsky S-51

Hieronder volgt een overzicht van alle helikoptertypen, die bij de Koninklijke Marine in gebruik zijn geweest of nog in gebruik zijn.

## Sikorsky S-51
| Aantal      | 1                    |
| Taak        | Opsporing en redding |
| In gebruik  | 1951-1954            |
| Squadrons   |                      |
| Volgnummers | 8-1                  |

## Sikorsky S-55/H04 S-3
| Aantal      | 3                               |
| Taak        | Opsporing en redding, Transport |
| In gebruik  | 1954-1962                       |
| Squadrons   | 1                               |
| Volgnummers | 8-2 t/m 8-4, later: 076, 077    |

## Sikorsky S-58 / SH-34J Seabat
| Aantal      | 12                                    |
| Taak        | Onderzeebootbestrijding               |
| In gebruik  | 1959-1974                             |
| Squadrons   | 8                                     |
| Volgnummers | 136 t/m 138, 140 t/m 145, 212 t/m 214 |

## Agusta-Bell 204B/UH-1
| Aantal      | 8                    |
| Taak        | Opsporing en redding |
| In gebruik  | 1962-1977            |
| Squadrons   | 1,9                  |
| Volgnummers | 220 t/m 227          |

## Westland Wasp AH-12A
| Aantal      | 12                      |
| Taak        | Onderzeebootbestrijding |
| In gebruik  | 1967-1980               |
| Squadrons   | 860                     |
| Volgnummers | 235 t/m 247             |

## Westland LynxUH-14A
| Aantal      | 6                                          |
| Taak        | Opsporing en redding, Transport, Opleiding |
| In gebruik  | 1977-1997                                  |
| Squadrons   | 7                                          |
| Volgnummers | 260 t/m 265                                |

## Westland Lynx SH-14B
| Aantal      | 10                      |
| Taak        | Onderzeebootbestrijding |
| In gebruik  | 1979-1997               |
| Squadrons   | 860                     |
| Volgnummers | 266 t/m 275             |

## Westland Lynx SH-14C
| Aantal      | 8                                                     |
| Taak        | Onderzeebootbestrijding, Search and Rescue, Opleiding |
| In gebruik  | 1980-1997                                             |
| Squadrons   | 7 en 860                                              |
| Volgnummers | 276 t/m 283                                           |

## Westland Lynx SH-14D
| Aantal      | 22                                                               |
| Taak        | Onderzeebootbestrijding, Search and Rescue, Opleiding, Transport |
| In gebruik  | 1997-2012                                                        |
| Squadrons   | 7 en 860                                                         |
| Volgnummers | 260 t/m 283                                                      |

## EurocopterNH-90NFH
| Aantal      | 12 |
| Taak        | Swing role - Search and Rescue, onderzeebootbestrijding, oppervlaktebestrijding, counterdrugbestrijding, transport |
| In gebruik  | vanaf 2010 |
| Squadrons   | 860 (DHC) |
| Volgnummers | 088, |

## Eurocopter NH-90landscopedNFH
| Aantal      | 8                   |
| Taak        | Transport/opleiding |
| In gebruik  | vanaf 2011          |
| Squadrons   | 300 (DHC)           |
| Volgnummers | 268-323             |

Ingevolge de helikopterstudie van het ministerie van Defensie is de geplande aanschaf van 20 NH-90 helikopters aangepast. Oorspronkelijk waren 20 stuks gepland t.b.v. de fregatten (NFH) van de marine. Door gewijzigede behoeften werd overwogen er 12 aan te schaffen en de resterende 8 stuks uit te laten rusten als maritieme transporthelikopters (MTTH). Omdat het openbreken van het contract te kostbaar bleek worden 8 NFH's geschikt gemaakt voor operaties boven land (zogenaamd landscoped). Deze 8 stuks zijn in beginsel voor defensiebrede taken beschikbaar, maar zullen (naar verwachting) vooral worden ingezet vanaf de amfibische transportschepen van de marine. Alle 20 helikopters worden ingedeeld bij het Defensie Helikopter Commando van de Koninklijke Luchtmacht.